# Stanisław Pasyk
Stanisław Pasyk (ur. 16 sierpnia 1931 w Zamieściu, zm. 4 sierpnia 2020 w Zabrzu) – polski kardiolog, nauczyciel akademicki, profesor doktor habilitowany.

## Życiorys
W 1954 ukończył studia medyczne w Akademii Medycznej w Krakowie. W 1961 ukończył też studia podyplomowe na Uniwersytecie Harvarda. W 1964 uzyskał stopień naukowy doktora nauk medycznych, a w 1973 doktora habilitowanego nauk medycznych. W 1985 otrzymał tytuł naukowy profesora nadzwyczajnego.
W 1954 został zatrudniony w Klinice Chorób Wewnętrznych Akademii Medycznej w Krakowie. W latach 1962–1967 był kierownikiem Centralnej Międzyklinicznej Pracowni Hemodynamiki, a od 1970 do 1973 kierownikiem Samodzielnej Pracowni Diagnostyki Kardiologicznej Instytutu Pediatrii. W latach 1973–1975 był profesorem na Wydziale Kardiologii Klinicznej i Doświadczalnej. W 1976 został nauczycielem akademickim Śląskiego Uniwersytetu Medycznego, a w 1984 objął funkcję kierownika Kliniki Kardiologii na tej uczelni. W latach 1976–1983 był dyrektorem Wojewódzkiego Ośrodka Kardiologii w Zabrzu. Współpracował z prof. Zbigniewem Religą, którego sprowadził z Warszawy do kliniki w Zabrzu.
W latach 1961–1967 i 1984–1991 był specjalistą wojewódzkim ds. kardiologii w województwie katowickim, a w 1987 także w województwie opolskim. Był członkiem Polskiego Towarzystwa Kardiologicznego, Polskiego Towarzystwa Lekarskiego, Towarzystwa Internistów Polskich, Polskiego Towarzystwa Fizjologicznego, American Heart Association, European Society of Cardiology, International Society and Federation of Cardiology, American Physiological Society, New York Academy of Sciences oraz Paul Dudley White Cardiology Society at Harvard Medical School. Przyjaźnił się z Dr. Paul Dudley White, który odwiedzał go w Polsce. W 1989 został przewodniczącym Społecznego Stowarzyszenia Kardiologicznego w Zabrzu.
W wyborach parlamentarnych w 1997 oraz w wyborach w 2001 bez powodzenia kandydował do Senatu z ramienia Polskiego Stronnictwa Ludowego. Następnie związał się z Samoobroną RP. Przed wyborami prezydenckimi w 2005 był przewodniczącym komitetu wyborczego Andrzeja Leppera. Został przez niego pozbawiony tej funkcji w trakcie kampanii.
Zmarł 4 sierpnia 2020 w Zabrzu. Miał 88 lat. 

## Odznaczenia i wyróżnienia
W 1998 r., w uznaniu wybitnych osiągnięć w pracy naukowo-badawczej i dydaktycznej w dziedzinie medycyny, za zasługi dla rozwoju naukowej współpracy międzynarodowej, został odznaczony przez prezydenta Aleksandra Kwaśniewskiego Krzyżem Komandorskim Orderu Odrodzenia Polski. Otrzymał też m.in. odznakę „Za wzorową pracę w służbie zdrowia”, Order Honorowy „Laur 50-lecia ŚAM”, dwukrotnie Nagrodę Ministra Zdrowia oraz czterokrotnie nagrodę rektora Akademii Medycznej w Krakowie.
W filmie Bogowie (2014) w roli Stanisława Pasyka wystąpił Zbigniew Zamachowski. 